# Benigne paroxismale positieduizeligheid
Benigne paroxismale positiedraaiduizeligheid (of BPPD, ook benigne paroxismale positioneringsduizeligheid of benigne paroxismale vertigo) is een goedaardige (benigne) aandoening die gekenmerkt wordt door acute kortdurende heftige draaiduizeligheid na hoofdbewegingen zoals gaan liggen en weer overeind komen. De duizeligheid gaat soms gepaard met misselijkheid. Bij herhaling van de snelle hoofdbewegingen vermindert de duizeligheid of verdwijnt zelfs. BPPD onderscheidt zich daarin van andere vormen van duizeligheid. BPPD lijkt een gevolg te zijn van neerslag van anorganisch materiaal in het evenwichtsorgaan waarmee zintuigcellen geprikkeld worden en zo een draaisensatie teweegbrengen. De oorzaak lijkt in veel gevallen van BPPD een trauma aan het hoofd. Ook degeneratie van evenwichtssysteem in het binnenoor speelt boven de 50 jaar een rol. De oorzaak van BPPD blijft in de helft van de gevallen onduidelijk.

## Behandeling
Het is nog niet duidelijk wat de beste behandeling is voor BPPD.
In veel gevallen gaat het vanzelf weer over. Rust is in elk geval niet aangewezen omdat dit er juist voor zorgt dat het evenwichtsorgaan bewegingen ontwent.
Als de diagnose door een kno-arts is vastgesteld, worden veelal specifieke bewegingsoefeningen (volgens Brandt - Daroff) gegeven.
De laatste jaren is een andere therapie in opkomst. Dit is de manoeuvre van Epley, waarbij door een ingewikkelde kanteltechniek de BPPD soms kan worden opgeheven.